# Professionals-17th
『Professionals-17th』（プロフェッショナルズ・セブンティーンス）は、2024年11月27日にアップフロントワークス（zetimaレーベル）から発売、および配信されたモーニング娘。の17枚目のオリジナルアルバムである。

## 概要
オリジナル・フルアルバムとしては、前作『16th〜That's J-POP〜』から3年8か月ぶりの発売となる。
本作は、2023年以降に発売されたシングル2枚の表題曲、グループ新曲、ユニット曲の全13曲で構成されている。前作同様、つんく♂が作詞・作曲に関与していない楽曲（後述参照）も収録されている。
2022年に加入した16期メンバーの櫻井梨央、2023年に加入した17期メンバーの井上春華・弓桁朱琴にとって初参加、9期メンバーの生田衣梨奈、10期メンバーの石田亜佑美にとってはラスト参加となるオリジナルアルバムとなった。ただし、櫻井・井上・弓桁は前作のベストアルバム『モーニング娘。ベストセレクション 〜The 25周年〜』にも参加している。13人体制でのアルバムだが、このうち「すっごいFEVER!」「Wake-up Call〜目覚めるとき〜」「Neverending Shine」の3曲のみ9期メンバーかつ9代目リーダーの譜久村聖在籍時（14人体制）の曲である。
つんく♂は本作品の曲順について迷っていた事を述べており、従来のオリジナルアルバムは3曲目まではメンバー全員が参加する楽曲で占められる作品が多かったが、本作品では2曲目に15期メンバー（北川莉央・岡村ほまれ・山﨑愛生）のみの歌唱曲が配置されている。
初回生産限定盤と通常盤の2形態で発売。初回生産限定盤はCD+Blu-ray、通常盤はCDのみ。
2024年9月14日に東京・立川ステージガーデンで開催されたコンサート「モーニング娘。'24 コンサートツアー秋 WE CAN DANCE!」にてリリースが発表された。

## 収録曲

### CD
- 全作詞・作曲：つんく（特記以外） / サウンドプロデュース：つんく♂（特記以外）。

1. 勇敢なダンス [4:38]
  - 編曲：大久保薫

石田亜佑美の卒業記念曲。
タイトルは「You can dance」と掛けている。

TBSテレビ（関東ローカル・TBS FREE・TVer限定）『ふるさとの未来』2024年11月度（第226回 - 第229回）エンディングテーマ。
テレビ東京『ハロドリ。-MUSIC-』2024年12月度（第239回 - 第243回）エンディングテーマ。
文化放送『レコメン!』2024年11月度プラスチューン。
山陰放送『Mポイント』”今週の1曲”推奨曲（採用期間：2024年12月2日 - 6日）。
山口放送『KRY Morning UP』10時台エンディング曲（採用期間：2024年12月2日 - 6日）。
2. おっちょこちょいなファンタジアロマンス [4:18] / 北川莉央・岡村ほまれ・山﨑愛生
  - 編曲：神谷礼
3. 「恋人」 [4:11]
  - 編曲：大久保薫
4. ムカ好き! [4:15]
  - 編曲：平田祥一郎
5. すっごいFEVER! [4:36]
  - 編曲：平田祥一郎

73rdシングル。モーニング娘。'23名義でのリリース。
6. 内緒だよ / 小田さくら・羽賀朱音 [4:19]
  - 編曲：AKIRA
7. なんだかセンチメンタルな時の歌 [4:49]
  - 編曲：神谷礼

74thシングル。
8. 会えてよかった / 横山玲奈・井上春華 [3:35]
  - 編曲：江上浩太郎
9. Neverending Shine [4:37]
  - 編曲：神谷礼

73rdシングル。モーニング娘。'23 feat. 譜久村聖名義でのリリース。
10. 幸せ指数 発表されたい / 生田衣梨奈・石田亜佑美・野中美希・牧野真莉愛・櫻井梨央・弓桁朱琴 [5:03]
  - 編曲：鈴木俊介
11. Wake-up Call〜目覚めるとき〜 [4:09]
  - 作詞：星部ショウ / 作曲：大久保薫・星部ショウ / 編曲：大久保薫

73rdシングル。モーニング娘。'23名義でのリリース。
12. 最KIYOU [4:47]
  - 作詞：児玉雨子 / 作曲・編曲：大久保薫

74thシングル。
13. 大空に向かって [5:00] 
  - 編曲：平田祥一郎

### 初回生産限定盤付属Blu-ray
1. 勇敢なダンス(Music Video)
2. 勇敢なダンス(Dance Shot Ver.)
3. 勇敢なダンス(Group Lip Ver.)
4. 勇敢なダンス(Close-up Ver.)
5. 勇敢なダンス(メイキング映像)
6. Professionals-17th Member Interview
7. なんだかセンチメンタルな時の歌(Close-up Ver.)
8. 最KIYOU(Close-up Ver.)
9. すっごいFEVER!(Group Lip Ver.)
10. Wake-up Call～目覚めるとき～(Close-up Ver.)
11. Neverending Shine(Mizuki Fukumura Solo Ver.)
12. モーニング娘｡'24 MOTTO DOCUMENTARY in BUDOKAN(Hulu オリジナル番組)

## リリース日一覧
| 地域 | リリース日     | レーベル              | 規格                                              | カタログ番号                   |
| ---- | -------------- | --------------------- | ------------------------------------------------- | ------------------------------ |
| 日本 | 2024年11月27日 | zetima/UP-FRONT WORKS | CD（アルバム）+Blu-ray                            | EPCE-7886/87（初回生産限定盤） |
| 日本 | 2024年11月27日 | zetima/UP-FRONT WORKS | CD（アルバム）                                    | EPCE-7888（通常盤）            |
| 日本 | 2024年11月27日 | zetima/UP-FRONT WORKS | ダウンロードアルバム （LC-AAC 44.1kHz/16bit）     | EPCE-7888（通常盤に準拠）      |
| 日本 | 2024年11月27日 | zetima/UP-FRONT WORKS | ハイレゾダウンロードアルバム （FLAC 96kHz/24bit） | EPCE-7888-HR（通常盤に準拠）   |

## 参加メンバー
- 9期：譜久村聖・生田衣梨奈
- 10期：石田亜佑美
- 11期：小田さくら
- 12期：野中美希・牧野真莉愛・羽賀朱音
- 13期：横山玲奈
- 15期：北川莉央・岡村ほまれ・山﨑愛生
- 16期：櫻井梨央
- 17期：井上春華・弓桁朱琴